# والتر ويليام
والتر ويليام (6 مارس 1870 في المملكة المتحدة - 12 أغسطس 1956) (بالإنجليزية: Walter Hale)‏ هو لاعب كريكت بريطاني (وحمل سابقاً جنسية المملكة المتحدة لبريطانيا العظمى وأيرلندا). لعب مع نادي مقاطعة غلوستر للكريكت ‏ ونادي مقاطعة سومرست للكريكت ‏.